# Tre tombe di Kangso
Le tre tombe di Kangso (강서삼묘?, 江西三墓?, GangseosammyoLR) sono mausolei risalenti al tardo Goguryeo (VII secolo d.C) situati al centro di una grande risaia a Sammyo-ri, Kangso-guyok, P'yŏngan Meridionale, Corea del Nord. Fanno parte del complesso di tombe Goguryeo, divenuto nel luglio del 2004 un sito patrimonio dell'umanità UNESCO. Le tre tombe sono chiamate Kangso Daemyo (강서대묘?, GangseodaemyoLR; "Tomba grande di Kangso"), Kangso Jungmyo (강서중묘?, GangseojungmyoLR; "Tomba media di Kangso") e Kangso Somyo (강서소묘?, GangseosomyoLR; "Tomba piccola di Kangso") in base alle loro dimensioni.

## Storia
Le tre tombe sono state considerate tombe reali fino al XX secolo. Una cerimonia rituale era ogni anno presieduta dal prefetto di Kangso-gun. La popolarità di questo complesso funerario divenne globale quando, nel 1902, l'allora prefetto Yi U-yeong entrò per la prima volta nelle due tombe più grandi (Daemyo e Jungmyo) e scoprì le pitture murali. Gli scavi sono iniziati nel 1911 ad opera dell'archeologo Ryū Imanishi e i tumuli vennero datati al regno di Goguryeo.
La Corea del Nord le ha designate "tesori nazionali" 3, 4 e 5.

## Tombe
Le tre tombe hanno pianta quadrata e sono sormontate da tumuli.

### Kangso Daemyo
Kangso Daemyo è la tomba più grande dell'intero complesso. È composta da una camera funeraria e da un corridoio che la collega all'entrata. Le dimensioni della camera funeraria sono di 3,17 m di lunghezza e 3,12 m di larghezza, con un'altezza di 3,51 m. Lastre finemente lucidate di granito sono state usate per la costruzione degli ambienti interni. L'intera struttura è stata successivamente coperta di terra per formare un tumulo, che rende la tomba visibile dall'esterno.
All'interno della camera funeraria il soffitto è a cassettoni. Due lastre di supporto in pietra sono poste in parallelo e sporgono oltre il muro. Altre due lastre triangolari di supporto completano il soffitto. All'interno sono presenti due sarcofagi, allineati da est a ovest, probabilmente una coppia di coniugi.
Kangso Daemyo è decorata da pitture parietali, le quali risalirebbero al VII secolo d.C. Il tema principale è quello dei Quattro Spiriti: Drago Azzurro, Tigre Bianca, Uccello Vermiglio e Tartaruga Nera, che nella tradizione cinese rappresentano gli spiriti guardiani che proteggono ogni punto cardinale dall'energia negativa. Questa iconografia era particolarmente diffusa verso la fine del regno di Goguryeo grazie alla popolarità del credo taoista. Le pitture sono state eseguite direttamente sul granito lucidato, senza ulteriori operazioni di imbiancatura. I Quattro Spiriti occupano completamente i muri della camera sepolcrale.
Sulla parete orientale è raffigurato il Drago Blu, formato da un insieme di diverse parti del corpo di animali reali: le corna di un cervo, la testa di un cammello, il collo e il corpo di un pitone, le squame di un pesce, le zampe di una tigre, le orecchie da mucca e gli artigli di un falco. La Tigre Bianca occupa invece la parete occidentale, e gli occhi luminosi e la bocca spalancata servono a scacciare gli spiriti. Sia il Drago che la Tigre sono rappresentati in movimento verso l'entrata dal centro del muro.
La Tartaruga Nera si trova al centro del muro settentrionale. Nelle raffigurazioni di Goguryeo, la Tartaruga è sempre accompagnata da un Serpente, rappresentanti rispettivamente il genere femminile e quello maschile. I due animali intrecciati rispecchiano l'armonia di yin e yang. L'iconografia utilizzata per ritrarre la Tartaruga è un caso unico nella storia dell'arte della regione di Pyeongyang fino a quel momento: invece di essere completamente avvolta dal Serpente, ha lo spazio per voltarsi e guardare negli occhi l'altro animale. Questa nuova iconografia si era fatta strada nelle tombe delle dinastie cinesi ed è prova di un intenso scambio culturale tra Goguryeo e i diversi stati cinesi del periodo.

L'Uccello Vermiglio è dipinto su entrambi i lati della parete meridionale. In coppia con la Tartaruga, rappresenta nuovamente l'armonia dello yin e dello yang. I due Uccelli sono rappresentati in procinto di spiccare il volo e presentano piccole differenze nel becco, nella faccia e nel corpo, distinguendo l'esemplare maschile a destra da quello femminile a sinistra dell'ingresso.

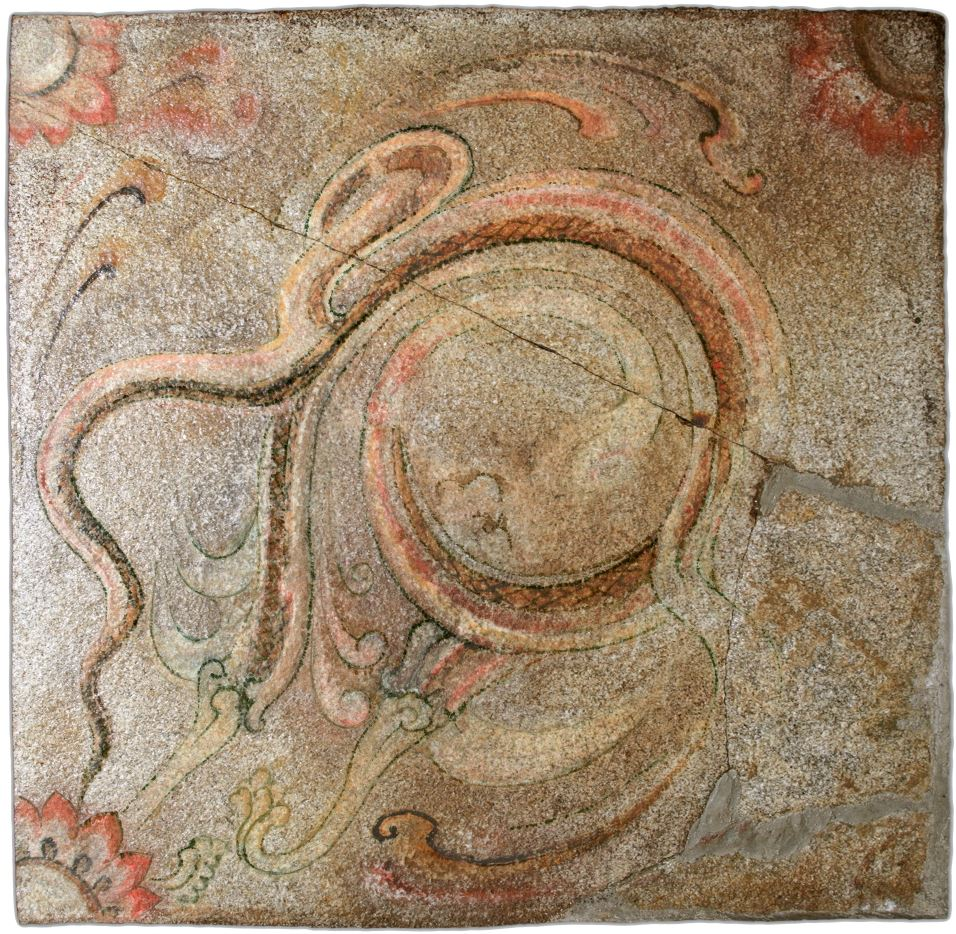
Kangso Daemyo: soffitto

Anche il soffitto è decorato da diverse pitture rappresentanti immortali, esseri celesti, fiori, nuvole e diversi animali. Al centro, è dipinto il Drago Giallo circondato da fiori di loto. Il Drago completa, insieme ai Quattro Spiriti, i cinque elementi del Taoismo, incarnando il centro dei punti cardinali. Kangso Daemyo è l'unica tomba della regione di Pyeongyang ad avere aggiunto il quinto spirito sul soffitto. Il Drago Giallo ha una singolare forma ovale: questa iconografia era particolarmente utilizzata nelle tombe della regione cinese dello Ji'an, ed è un ulteriore segnale del continuo scambio culturale che c'era tra le regioni cinesi più vicine e il regno di Goguryeo.

### Kangso Jungmyo
Come Kangso Daemyo, Kangso Jungmyo è una tomba a tumulo risalente al periodo finale del regno di Goguryeo, formata da una camera sepolcrale e da un corridoio che conduce ad essa. È rivolta a sud.
I muri presentano numerose pitture, dipinte direttamente su pietra. Il muro meridionale reca la raffigurazione di una coppia di fenici rosse, mentre gli altri tre muri presentano la raffigurazione dei Quattro Spiriti (il Drago Blu, la Tigre Bianca, l'Uccello Vermiglio e la Tartaruga Nera), già visti in Kangso Daemyo. I quattro animali mitologici sono raffigurati senza alcuno sfondo alle loro spalle. Sul soffitto si trova una coppia di fenici al centro, grandi fiori di loto sul lato nord e sud, mentre sul lato est ed ovest sono raffigurati il sole e la luna. Le pietre che supportano il soffitto a cassettoni sono decorate con motivi fitomorfi: petali di loto e viti. Per quanto riguarda i materiali utilizzati, gli esperti hanno ipotizzato del vermiglione per il rosso, del bianco di piombo per il bianco, dell'ocra per il giallo, del verderame per il verde e dell'inchiostro di carbone per il nero.
Il Drago Blu è dipinto sulla parete orientale in movimento verso sud con la zampa sinistra alzata. La sua figura è slanciata e lunga, il corpo che forma una S, la coda che sembra formare una scala, le ali aperte a forma di fiamma, orecchie large e sottili corna. Il corpo non è ricoperto da scaglie, ma abbellito da tre strisce rosse, verdi e gialle. Sul lato occidentale è rappresentata la Tigre Bianca, il corpo con un motivo ondulato sulla schiena, un pattern leopardato sui fianchi e l'addome da rettile. Così come il Drago Blu, anch'essa è raffigurata in procinto di ululare e di correre verso la parete meridionale. Sulla parete nord, è raffigurata la Tartaruga Nera avvolta dal Serpente, avente dimensioni notevolmente inferiori rispetto agli altri guardiani. Il carapace ha motivi ad alveare, mentre il Serpente è ricoperto di squame e decorato con motivi ondulati. Sotto agli animali, sono dipinte le cime di alcune montagne circondate da alberi e rocce. Sul lato meridionale, infine, è raffigurata la coppia di Fenici Rosse. Le due figure mitologiche sono faccia a faccia, con le ali aperte, la coda alzata che punta in avanti e una perla rossa in bocca.

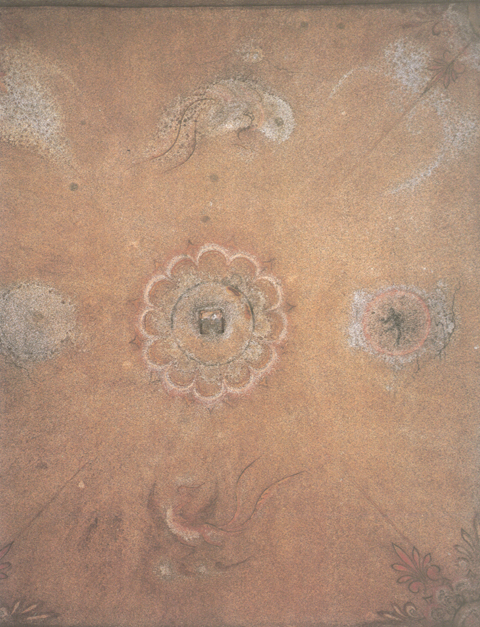
Soffitto di Kango Jungmyo.

Il soffitto presenta una lastra di pietra su cui è dipinto un fiore di loto sbocciato, circondato dal sole e dalla luna a est ed ovest (elemento tipico delle tombe del periodo Goguryeo precedente al VI secolo), una coppia di fenici a nord e a sud e altri fiori di loto negli angoli.

### Kangso Somyo
Kangso Somyo è la più piccola delle tre tombe ed è anche la meno studiata. Ha un diametro di 40,90m e 6,81m di altezza. Come le altre è una tomba a tumulo in pietra, composta all'interno da un corridoio che porta a una camera funeraria a pianta quadrata. Il soffitto è sempre del tipo a cassettoni. Sia per le pareti che per il soffitto è stato utilizzato un granito di alta qualità. Due grandi pietre erano distese sul pavimento. Le porte all'ingresso erano due grandi lastre di pietra, decorate sul lato frontale. A differenza delle tombe più grandi, non ha pitture murarie.